# Wyżnia Pyszna Polana
Wyżnia Pyszna Polana – polana w Dolinie Pyszniańskiej w Tatrach Zachodnich, u zachodnich podnóży Babiego Grzbietu, w dolinie Pyszniańskiego Potoku. Znajduje się na dnie tej doliny, na wysokości około 1310 do 1350 m. Dawniej znajdował się na niej szałas.
Poniżej Wyżniej Pysznej Polany znajduje się jeszcze Niżnia Pyszna Polana i polana Młyniska. Wszystkie wchodziły w skład Hali Pysznej. Obecnie znajdują się na niedostępnym dla turystów obszarze ochrony ścisłej „Pyszna, Tomanowa, Pisana” i są już silnie zarośnięte lasem.